# Xujiapoxiang (ort i Kina, Shaanxi, lat 33,18, long 107,11)
Xujiapoxiang är en ort i Kina. Den ligger i provinsen Shaanxi, i den nordvästra delen av landet, omkring 200 kilometer sydväst om provinshuvudstaden Xi'an. Antalet invånare är 5 217. Befolkningen består av 2 626 kvinnor och 2 591 män. Barn under 15 år utgör 17,0 %, vuxna 15-64 år 69 %, och äldre över 65 år 13,0 %.
Runt Xujiapoxiang är det tätbefolkat, med 591 invånare per kvadratkilometer. Närmaste större samhälle är Hanzhongshi, 14,4 km sydväst om Xujiapoxiang. Trakten runt Xujiapoxiang består till största delen av jordbruksmark.
Genomsnittlig årsnederbörd är 1 044 millimeter. Den regnigaste månaden är juli, med i genomsnitt 226 mm nederbörd, och den torraste är december, med 2 mm nederbörd.